# Mouloud Mokhnache
Mouloud Mokhnache, parfois orthographié Mouloud Mekhnache,, né en 1955 à Skikda, est un ancien handballeur algérien

## Biographie
En clubs, il évolue à la Sonarim Skikda en 1968 en cadets (son entraineur était alors Abdelhamid Thabet), en 1969 en juniors puis en 1971 en seniors. En 1973, il rejoint le Nadit Alger avant de retourner en 1983 à la JSM Skikda, passant peu à peu d'un rôle de joueur à un rôle d'entraîneur jusqu'en 1999.

## Palmarès
- Championnat d'Algérie : 1978
- Coupe d'Algérie : 1979, 1980
- Coupe clubs des champions clubs d'Afrique : 1983[réf. nécessaire]

### avec l'Équipe d'Algérie
- Championnat d'Afrique des nations
  -  Vainqueur au Championnat d'Afrique des nations 1981
  -  Vainqueur au Championnat d'Afrique des nations 1983
  -  Vainqueur au Championnat d'Afrique des nations 1985
  -  Troisième au Championnat d'Afrique 1976
  -  Troisième au Championnat d'Afrique 1979

- Championnats du monde
- 16e place au Championnat du monde 1982

- Jeux olympiques[4],[1]
  - 10e place aux Jeux olympiques 1980
  - 12e place aux Jeux olympiques 1984

- Autres
  - médaillé de bronze aux Jeux méditerranéens de 1975
  - Médaille d’or aux Jeux africains de 1978